# Amicula vestita
Amicula vestita är en blötdjursart som först beskrevs av William John Broderip och Sowerby 1829.  Amicula vestita ingår i släktet Amicula och familjen Mopaliidae. Inga underarter finns listade i Catalogue of Life.